# Marek Włodarczyk (Schauspieler, 1954)

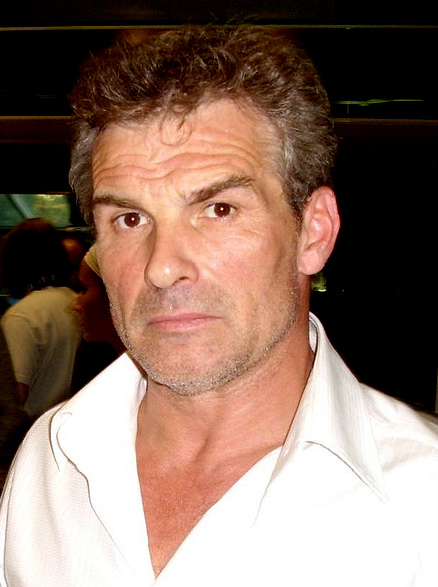
Marek Włodarczyk (2007)

Marek Roman Włodarczyk (* 6. Oktober 1954 in Łódź, Polen) ist ein polnischer Schauspieler.

## Leben
Marek Włodarczyk schloss 1977 sein Schauspielstudium an der Staatlichen Hochschule für Film, Fernsehen und Theater Łódź ab. Bereits während seines Studiums war er vereinzelt in Werbespots zu sehen. Mehrfach besuchte er nach 1977 West-Berlin. Als schließlich während eines weiteren Deutschlandaufenthaltes 1981 das Kriegsrecht in Polen ausgerufen wurde, kehrte er nicht in die Heimat zurück und suchte am deutschen Theater Arbeit, die er schließlich in Hamburg, Berlin und München fand. Parallel dazu unterrichtete er in Berlin, Straßburg und Zürich Schauspiel.
Seit Mitte der 1990er Jahre ist er hauptsächlich beim deutschsprachigen Film, darunter vereinzelt auch beim österreichischen Film, tätig. Er spielte in Fernsehserien wie Doppelter Einsatz, Der letzte Zeuge und OP ruft Dr. Bruckner sowie kleinere Rollen in Filmen wie Das Finale, Erkan & Stefan und Fräulein Phyllis mit.
Włodarczyk war mit der Schauspielerin Grażyna Dyląg verheiratet, mit der er einen 1987 geborenen gemeinsamen Sohn hat. Von 1990 an lebte er mit der deutschen Schauspielerin Karen Friesicke zusammen, die 2015 verstarb. Mit ihr hat er zwei gemeinsame Söhne.

## Filmografie (Auswahl)
- 1984: Versteckt (Forbidden)
- 1986: Tatort – Tod auf Eis
- 1994: Die Kommissarin (Fernsehserie, eine Folge)
- 1994: Polizeiruf 110 – Arme Schweine
- 1995: Ein Fall für zwei – Kleiner Bruder
- 1995: Im Innern des Bernsteins
- 1996: Kebab Träume
- 1996: Tatort – Lockvögel
- 1996: Tödliche Wende
- 1996: Wolffs Revier (Fernsehserie, eine Folge)
- 1997: 14 Tage lebenslänglich
- 1997: Napoleon Fritz
- 1998: Das Finale
- 1998: Der letzte Zeuge (Fernsehserie, eine Folge)
- 1998: Die Straßen von Berlin (Fernsehserie, eine Folge)
- 1998: Operation Noah
- 1998: Tod auf Amrum
- 1998: Vorübergehend verstorben
- 1999: Der Träumer und das wilde Mädchen – Hetzjagd durch Deutschland
- 1999: Dr. Stefan Frank – Der Arzt, dem die Frauen vertrauen – Die Zeit danach
- 2000: Der Alte (Fernsehserie, eine Folge)
- 2000: Eine Handvoll Glück
- 2000: Erkan & Stefan
- 2000: OP ruft Dr. Bruckner (Fernsehserie, eine Folge)
- 2000: Polizeiruf 110 – Ihr größter Fall
- 2000: Tatort – Der schwarze Ritter
- 2001: Zwölfeläuten
- 2002: Dienstreise – Was für eine Nacht
- 2002: Rotlicht – Die Stunde des Jägers
- 2002: Sternenfänger (Fernsehserie, fünf Folgen)
- 2003: Der Solist – Kuriertag
- 2003: Was nicht passt, wird passend gemacht (Fernsehserie, eine Folge)
- 2004: Die Rückkehr des Vaters
- 2004: Fräulein Phyllis
- 2004: Nachtschicht – Vatertag
- 2004: Polizeiruf 110 – Winterende
- 2005: Doppelter Einsatz (Fernsehserie, eine Folge)
- 2008: Hallo Robbie! (Fernsehserie, eine Folge)
- 2011: Küstenwache (Fernsehserie, eine Folge)
- 2012: Blutadler
- 2012: Alarm für Cobra 11 – Die Autobahnpolizei (Fernsehserie, Folge Schlangennest)
- 2013: Schimanski: Loverboy
- 2013: SOKO Stuttgart (Fernsehserie, eine Folge)
- 2018: Verliebt in Masuren
- 2022: Euer Ehren (Fernsehserie)

- 2022: Das Netz – Prometheus